# Giuliano Finelli
Giuliano Finelli, född 12 november 1602 i Carrara, död 16 augusti 1653 i Rom, var en italiensk skulptör under barocken.

## Biografi
Finelli fick sin inledande träning i Neapel och anlände till Rom 1622. Han inledde där sin bana i Berninis verkstad och tilldelades flera viktiga uppdrag. Efter ett allvarligt gräl med Bernini lämnade Finelli Rom 1634 och återvände till Neapel. I Neapel utförde han en rad helgonskulpturer för kyrkan San Gennaro.
Finellis mästerverk anses vara bysten av Michelangelo Buonarroti den yngre (1630).
I Rom kan man av Finellis hand beskåda bland annat kardinal Giulio Antonio Santorios gravmonument (1633–1634) i San Giovanni in Laterano samt kardinal Domenico Ginnasis gravmonument (1640), ursprungligen för kyrkan Santa Lucia dei Ginnasi (riven 1936), nu i kapellet i Palazzo Ginnasi. I Santa Maria Maggiore har Finelli utfört en byst föreställande Gerolamo Manili.
Giuiano Finelli avled 1653 och är begravd i kyrkan Santi Luca e Martina.

## Verk i urval
- Två änglar – högaltaret, Sant'Agostino[1]
- Gravmonumenten över Giuseppe Bonanni och Virginia Primi – Santa Caterina da Siena a Magnanapoli[2]
- Gravmonument över kardinal Giulio Antonio Santorio (1633–1634) – Cappella Santorio, San Giovanni in Laterano[3]
- Gravmonument över Alfonso Manzanedo de Quiñones (attribuering) – Sant'Isidoro[4]
- Den heliga Cecilia – Santa Maria di Loreto[5]
- Giovanni Battista d'Estes byst – Santa Maria in Via Lata[6]
- Kardinal Giulio Sacchettis byst – Palazzo Sacchetti[7]
- Kardinal Ottavio Bandinis byst – Cappella Bandini, San Silvestro al Quirinale[8]

## Bilder
| - Kardinal Scipione Borghese. - Kardinal Alessandro Damasceni Peretti di Montalto. - Michelangelo Buonarroti den yngre, Casa Buonarroti, Florens. |